# Dilidžan
Dilidžan (arménsky Դիլիջան) je lázeňské město v provincii Tavuš na severozápadě Arménie. Žije zde přibližně 17 tisíc obyvatel.
Místními je město nazýváno „Arménské“, nebo „malé Švýcarsko“. Dilidžan je jedním z nejdůležitějších lázeňských rezortů v Arménii. Leží v nadmořské výšce kolem 1500 m n. m. uvnitř stejnojmenného národního parku. Množství okolních lesů, hory a vzdálenost od dalších měst jej činí ideálním sídlem pro řadu arménských umělců, skladatelů, filmařů.
Ulice „Šarambejan“ je chráněna jako „staré město“. Je na ní několik řemeslnických dílen, galerií a muzeum. Oblíbenými rekreačními aktivitami ve městě jsou pěší turistika, horská cyklistika a pořádání pikniků.
Městská práva získal Dilidžan v roce 1951. Podle sčítání lidu v roce 2009 žilo v Dilidžanu 15 601 lidí, v roce 2011 už 17 712 lidí, zatímco v roce 1989 to bylo 23 700 osob.
Podle plánu arménské vlády se má město přeměnit na regionální finanční centrum. Plán začala vláda uskutečňovat přesunem zaměstnanců a operací arménské centrální banky do Dilidžanu v roce 2013.
Dilidžan je v současnosti nejrychleji rostoucím sídlem v Arménii.

## Historie

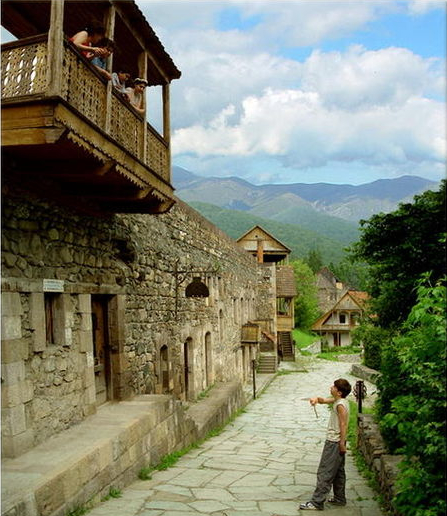
Historická Šarambejanova ulice, obnovená díky úsilí Tufenkianovy nadace

Poblíž města bylo při výstavbě silnic v roce 1859 objeveno pohřebiště z pozdní doby bronzové (asi 1300 př. n. l.) Tato lokalita nese jméno podle hlavního inženýra stavebních prací, inženýra Redkina. Mnoho hrobů bylo nedotčených a obsahovalo velké množství cenných artefaktů. Mrtví byli pohřbeni často na boku ve skrčené poloze, s tváří obrácenou na západ. Předměty z hrobů byly datovány do pozdní doby bronzové až mladší doby železné (konec 2. tisíciletí př. n. l. až počátek 1. tisíciletí př. n. l.). Některé z objevených předmětů byly převezeny do muzeí v Moskvě, Petrohradě, Tbilisi, Baku a Jerevanu, zbytek je uchován v dilidžanském geologickém muzeu.
Ve středověku byla oblast dnešního města, zvaná Hovk, oblíbeným loveckým revírem místních vládců. Ve 13. století byla poblíž města založena osada Bujur Dili. V období 10. až 13. století vznikly blízké kláštery Haghartsin a Goshavank. Kláštery se rychle rozvíjely a staly se centry vzdělanosti a kultury. Haghartsin je jedním z typických přikladů vývoje arménské architektury ve středověku. V okolí města se zachovaly další důležitá centra náboženství a vzdělanosti, jako jsou kláštery Jukhtak Vank a Matosavank. Město ve středověku patřilo arménským králům. V roce 1866 zmínil francouzský cestovatel Jean Chardin poprvé město „Dilijan“. V roce 1801 se město dostalo pod ruskou nadvládu.

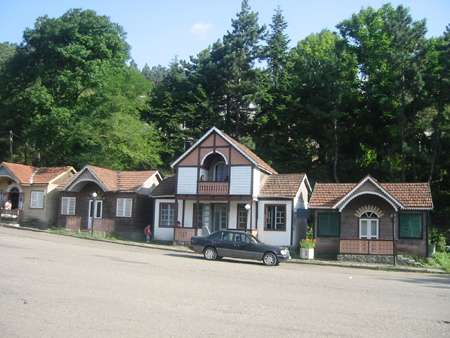
Tradiční domy ve městě

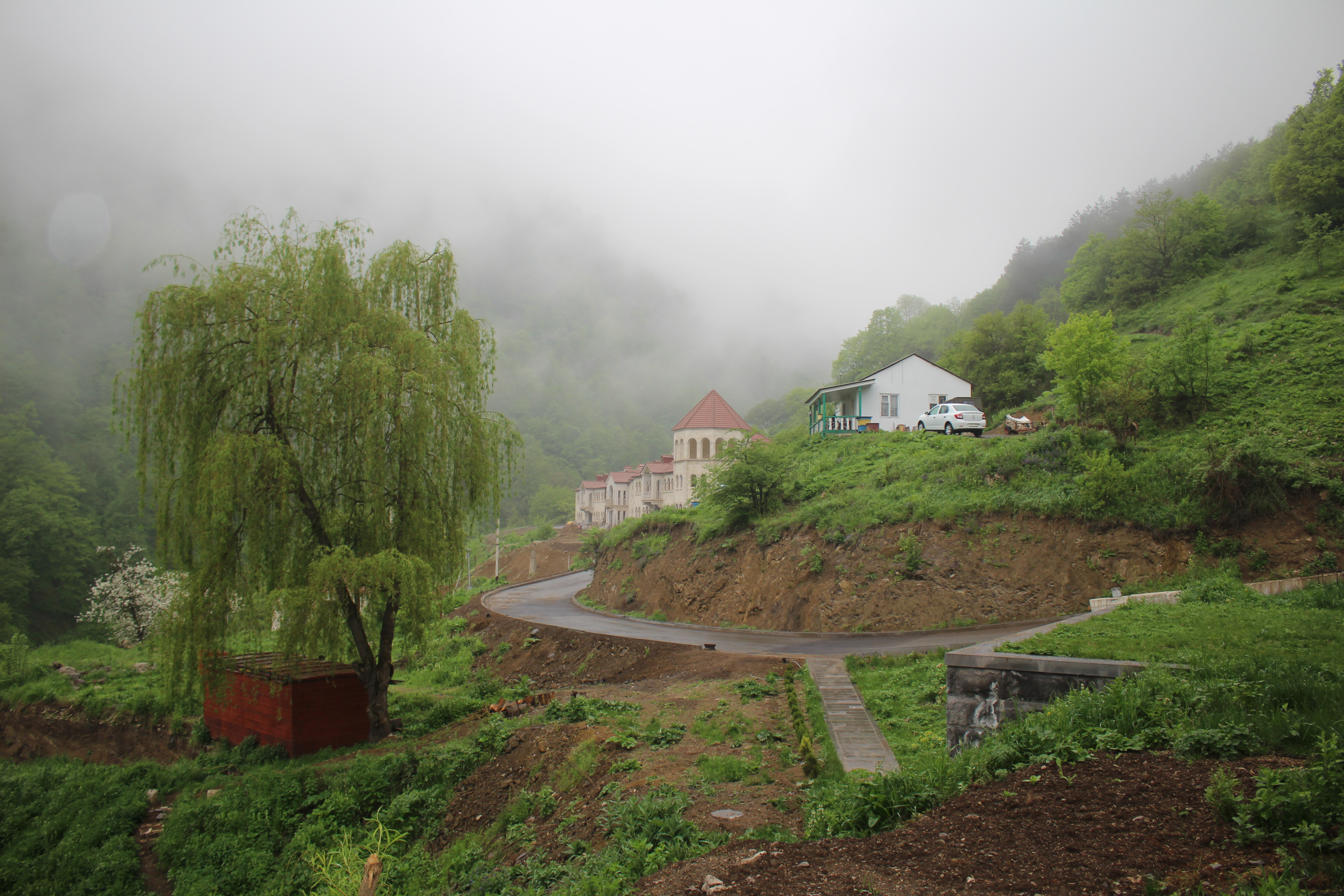
Pohled na město po dešti

Ve druhé polovině 19. století se město stalo známým horským střediskem a počet obyvatel začal vzrůstat. V roce 1868 zde vznikla první škola. Koncem 19. století zde byly příznivé podmínky pro kulturní rozvoj, bylo zde založeno několik divadelních skupin a v roce 1908 byla založena veřejně přístupná knihovna. V roce 1900 vzniklo i slavné divadlo pod širým nebem, známé jako „Rotunda“. Stalo se oblíbeným místem místních i hostujících ruských intelektuálů.
V této době bylo ve městě postaveno mnoho moderních domů v tradičním stylu. Bohatí Arméni z Tbilisi a jiných míst Zakavkazska zde začali stavět své vily. Architektura v Dilidžanu je charakterizována sedlovou střechou pokrytou taškami, širokým zdobeným arkýřem a bílými stěnami. Tento styl se rychle rozšířil po vesnicích v údolí řeky Aghstev. Počátkem 20. století se ve městě rozšířilo mnoho tradičních řemesel jako kovářství, tkaní koberců, výtvarné umění, dřevoryt a další.

## Poloha

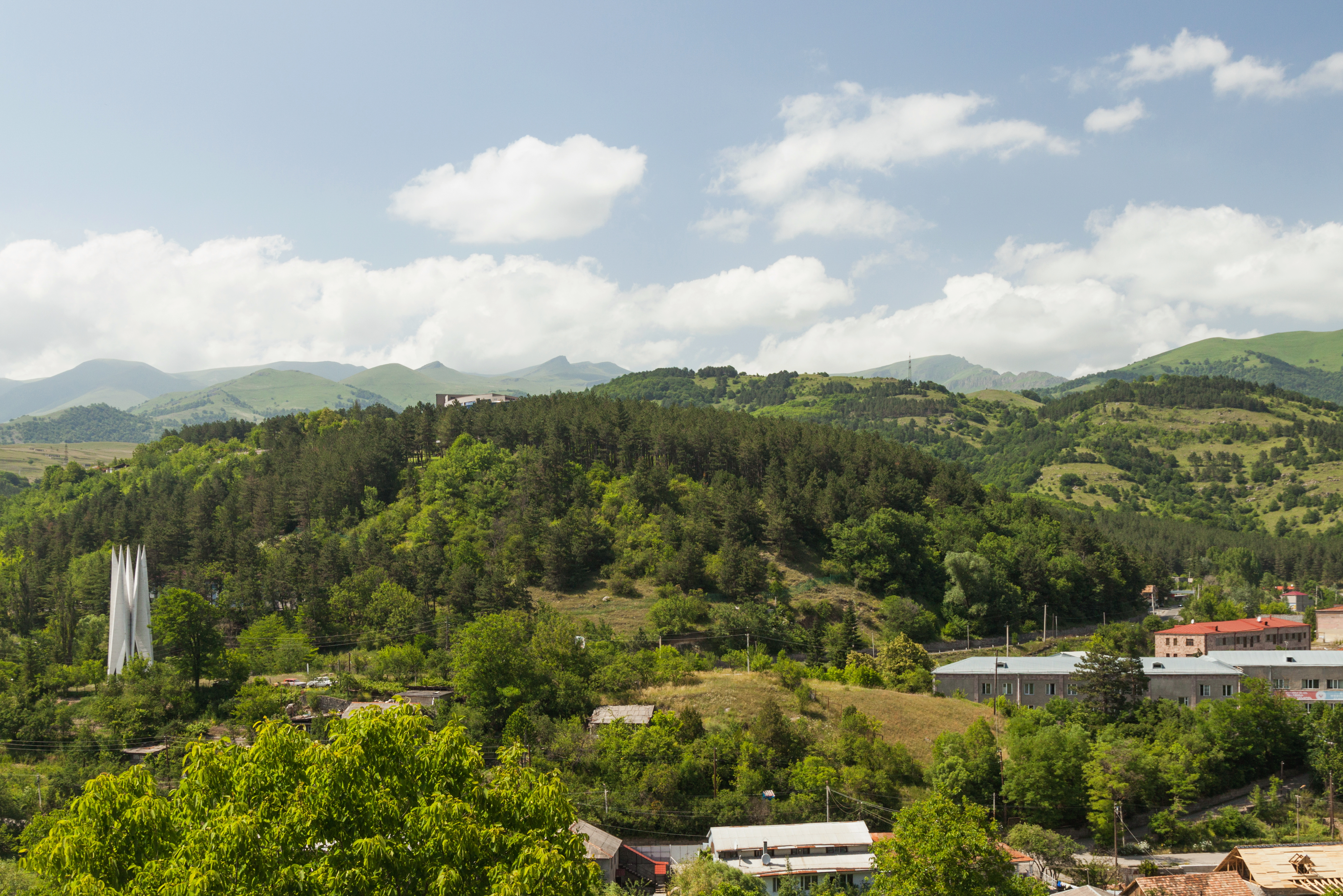
Lesy v okolí města

Dilidžan se rozkládá na březích řeky Agstafa, v úseku dlouhém asi 20 kilometrů, v nadmořské výšce 1500 metrů. Údolí ze severu obklopují vrcholy Malého Kavkazu a na jižní straně horské hřbety, setkávající se v průsmyku Semjonovka, kterým prochází silnice k jezeru Sevan. Horské oblasti jsou pokryty hustými lesy, zabírajícími plochu více než 34 000 hektarů. Ve vyšších nadmořských výškách lesy přecházejí v alpské louky. Kromě řeky Agstafa městem protéká mnoho jejích menších přítoků.
Klima města je mírné. Město se nachází ve středu horského pásma, pro které jsou typická mírná, středně horká léta a slunečné a relativně teplé zimy s dostatkem srážek. Průměrná roční teplota je +8,3 °C. Průměrná teplota v červenci je 18 °C, v lednu 0 až -2 °C. Suchý vzduch je patrný zejména v zimních a jarních měsících. Relativní vlhkost vzduchu je 70 % (62 až 65 %), srážek zde spadne 637 mm ročně. Celková doba slunečního svitu je 2091 hodin.

## Galerie

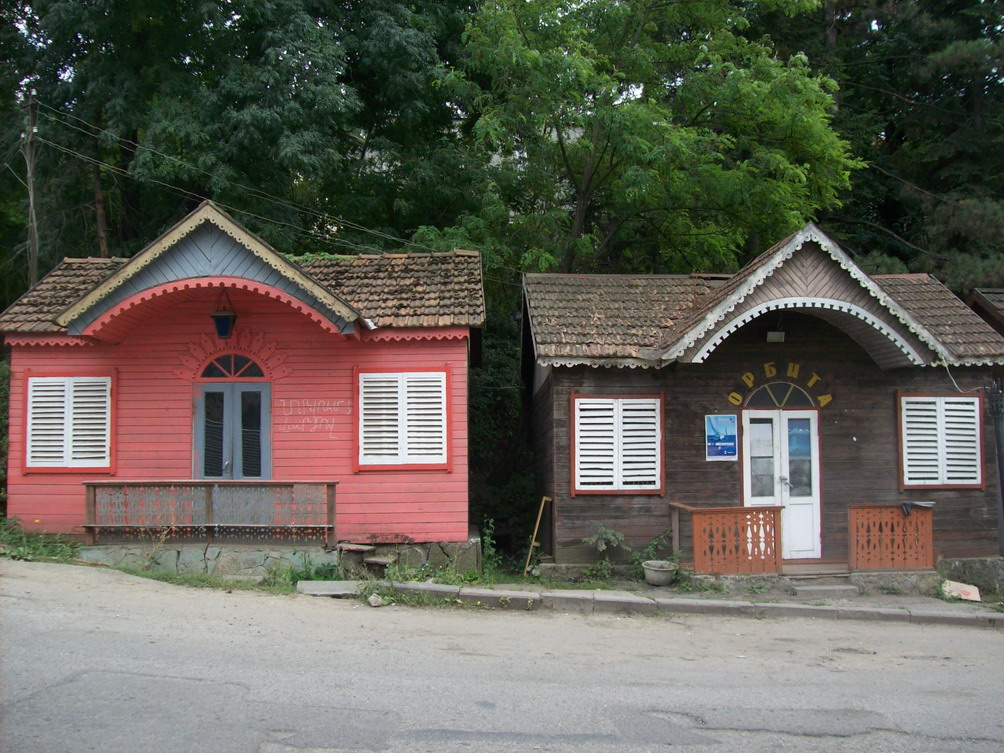
Tradiční domy
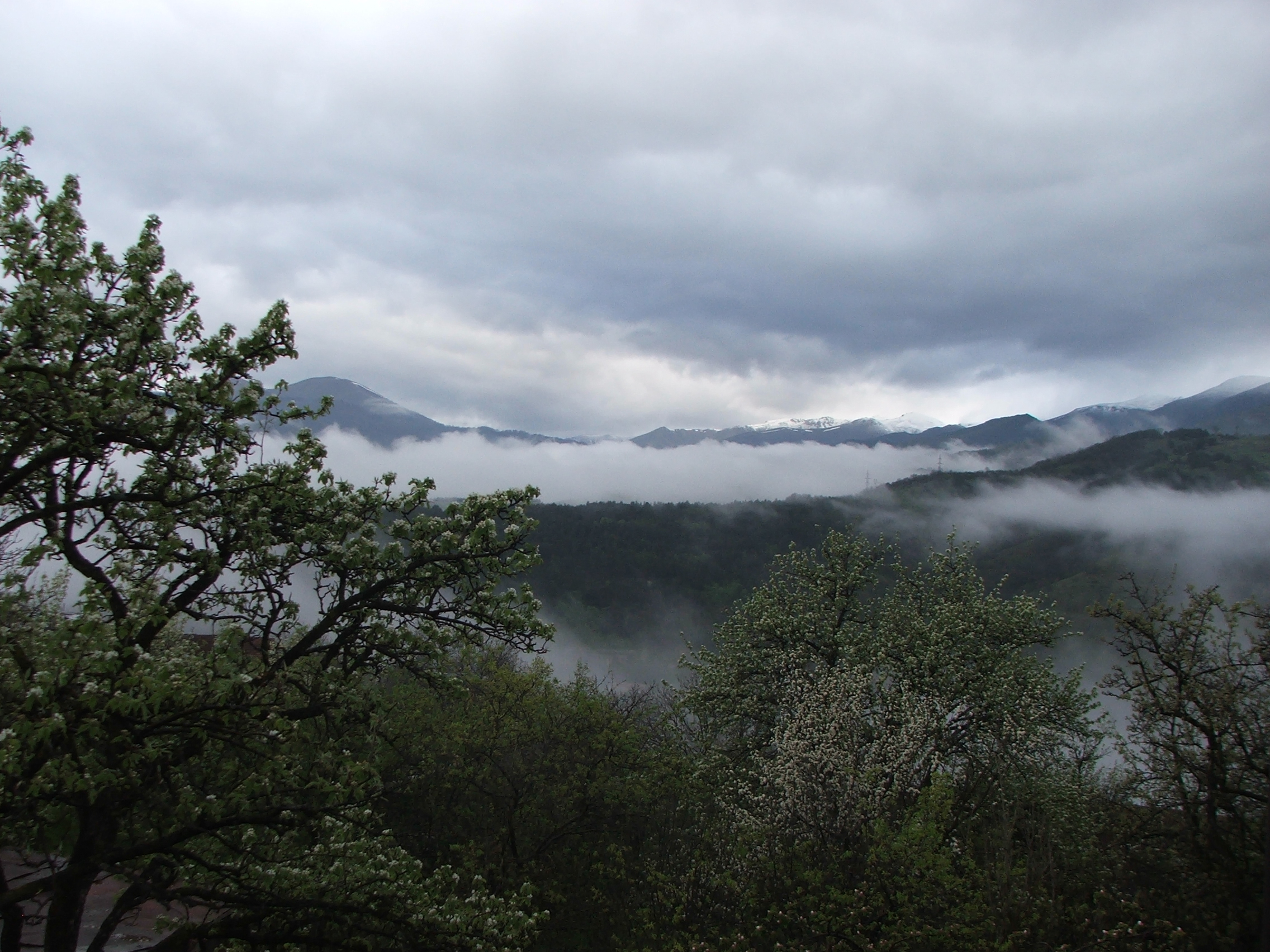
Město v mracích
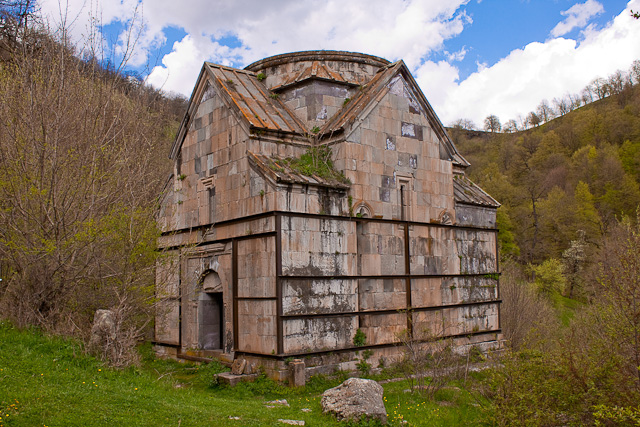
Klášter Jukhtak Vank
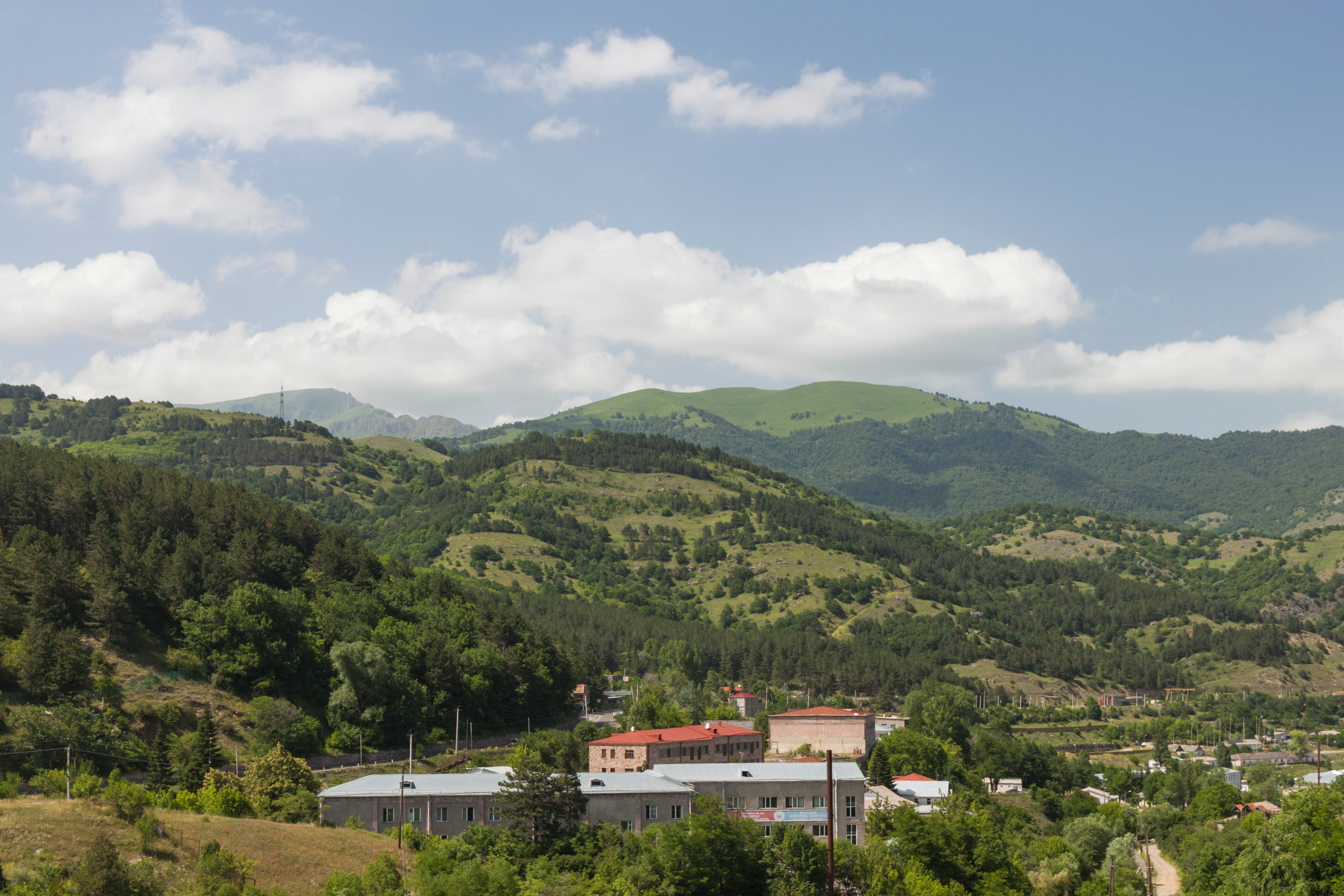
Pohoří Malý Kavkaz
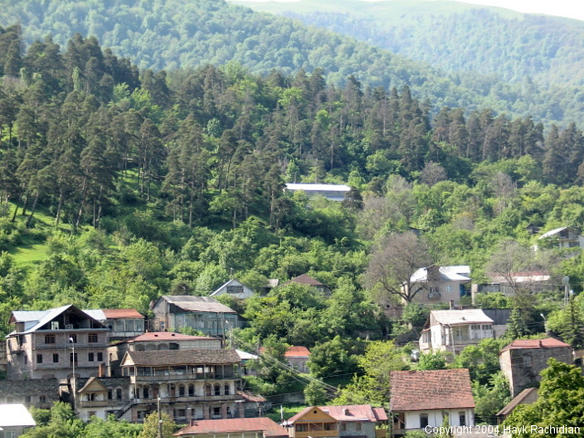
Pohled na město

## Partnerská města
- Pétange, Lucembursko, od května 2006
- Noale, Itálie, od července 2011
- Udine, Itálie, od července 2011
- Roman, Rumunsko, od května 2012
- Aix-en-Provence, Francie, od května 2012